# Liste der denkmalgeschützten Objekte in Graz/Waltendorf
Die Liste der denkmalgeschützten Objekte in Graz/Waltendorf enthält die 12 denkmalgeschützten, unbeweglichen Objekte des IX. Grazer Stadtbezirks Waltendorf.

## Denkmäler
| Foto  |                 | Denkmal                                                                                                 | Standort | Beschreibung | Metadaten |
| ----- | --------------- | --- | --- | --- | --- |
| ja    | Datei hochladen | Kath. Pfarrkirche hl. Paulus, Pfarrzentrum St. Paul/Eisteich HERIS-ID: 51409 Objekt-ID: 57052           | Dr.-Robert-Graf-Straße 40a Standort KG: Waltendorf                                                                                                | Das Seelsorgezentrum St. Paul wurde 1969–1971 von Ferdinand Schuster errichtet und trägt den damaligen Diskussionen um einen neuen Kirchenbau insofern Rechnung, als es sich um zwei Hallen (Werktagshalle und Große Halle) handelt, die nicht „sakral“ wirken und auch für andere Zwecke bespielt werden können. Ein freistehender Glockenturm aus Stahlträgern wurde nachträglich angefügt, auch die eigentlich sakralen Elemente (Altartisch etc.), die von Erwin Huber stammen. | BDA-Hist.: Q2322336 Status: § 2a Stand der BDA-Liste: 2025-06-30 Name: Kath. Pfarrkirche hl. Paulus, Pfarrzentrum St. Paul/Eisteich GstNr.: 322/4 St. Paul (Graz-Waltendorf) |
| ja    | Datei hochladen | Hallerschloss mit Wirtschaftsgebäude und Gartendenkmalen HERIS-ID: 58515 Objekt-ID: 69222               | Hallerschloßstraße 30, 32 Standort KG: Waltendorf                                                                                                 | Die Geschichte des Schlosses geht bis ins 14. Jahrhundert zurück, der heutige Bau stammt aber großteils aus dem 17. Jahrhundert, wobei es spätere Umbauten gab, zuletzt 1923. Der ursprüngliche Name war Sparbersbach, der heutige kommt von einem Besitzer des mittleren 18. Jahrhunderts. Es ist eine am Westhang des Ruckerlberges liegende Anlage, die zwei Ecktürme und hohen Walmdächer geben ihr ein wehrhaftes Aussehen. Der mittlere Turm wurde erst 1923 hinzugefügt und entstand aus dem Ausbau eines Dachreiters. In der Schlosskapelle befinden sich Stukkaturen aus dem 17. Jahrhundert, im Schlosspark Sandsteinskulpturen von Johann Philipp Straub. Zum Objekt gehört auch das Wirtschaftsgebäude auf Nr. 32. | BDA-Hist.: Q1571621 Status: Bescheid Stand der BDA-Liste: 2025-06-30 Name: Hallerschloss mit Wirtschaftsgebäude und Gartendenkmalen GstNr.: .100 Hallerschloss, Graz |
| ja BW | Datei hochladen | Ehem. Gärtnerhaus des Hallerschlosses HERIS-ID: 96841 Objekt-ID: 112473                                 | Polzergasse 24 Standort KG: Waltendorf | Nebengebäude des Hallerschlosses | BDA-Hist.: Q64512828 Status: Bescheid Stand der BDA-Liste: 2025-06-30 Name: Ehem. Gärtnerhaus des Hallerschlosses GstNr.: .99 Hallerschloss, Graz |
| ja    | Datei hochladen | Landhaus Kotschewar HERIS-ID: 107163seit 2022                                                           | Hauberrissergasse 5 Standort KG: Waltendorf | Das Haus wurde 1927 von Bruno Fiedler gebaut. Nach Süden hin hat das Haus einen Terrassenaufgang, bedeckt ist es von einem Walmdach mit steilem Giebel. | BDA-Hist.: Q112941020 Status: Bescheid Stand der BDA-Liste: 2025-06-30 Name: Landhaus Kotschewar GstNr.: .313 |
| ja    | Datei hochladen | Kindergarten, Schloss Lustbühel mit Einfahrtstor HERIS-ID: 51404 Objekt-ID: 57047                       | Lustbühelstraße 28 Standort KG: Waltendorf | Das schon im 17. Jahrhundert erwähnte Schloss verdankt sein heutiges Aussehen einem Umbau aus dem Jahr 1907, der im Sinn des Späthistorismus durchgeführt wurde. Der zinnenbekrönte Turm trägt in älteren Stichen eine Zwiebelhaube. Reste der frühbarocken Anlage sind mehrere stichkappengewölbte Räume im Erdgeschoß und ein aus der Zeit um 1640 stammender Kamin. Im Schloss ist nunmehr ein Kindergarten untergebracht. | BDA-Hist.: Q64765065 Status: § 2a Stand der BDA-Liste: 2025-06-30 Name: Kindergarten, Schloss Lustbühel mit Einfahrtstor GstNr.: .693, 1153 Schloss Lustbühel, Graz |
| ja    | Datei hochladen | Figurenbildstock hl. Johannes Nepomuk HERIS-ID: 107101 Objekt-ID: 124382                                | westlich Lustbühelstraße 28 Standort KG: Waltendorf                                                                                               | | BDA-Hist.: Q37809442 Status: § 2a Stand der BDA-Liste: 2025-06-30 Name: Figurenbildstock hl. Johannes Nepomuk GstNr.: 1166/1 Figurenbildstock Johannes Nepomuk (Lustbühel) |
| ja    | Datei hochladen | Wirtschaftsgebäude HERIS-ID: 107103 Objekt-ID: 124384                                                   | Lustbühelstraße 30 Standort KG: Waltendorf | Nebengebäude von Schloss Lustbühel | BDA-Hist.: Q64765066 Status: § 2a Stand der BDA-Liste: 2025-06-30 Name: Wirtschaftsgebäude GstNr.: .692 Wirtschaftsgebäude Schloss Lustbühel |
| ja    | Datei hochladen | Tennengebäude bei Schloß Lustbühel HERIS-ID: 41510 Objekt-ID: 41998                                     | Lustbühelstraße 32 Standort KG: Waltendorf | Nebengebäude von Schloss Lustbühel | BDA-Hist.: Q64765064 Status: Bescheid Stand der BDA-Liste: 2025-06-30 Name: Tennengebäude bei Schloß Lustbühel GstNr.: .694 Tennengebäude Schloss Lustbühel |
| ja    | Datei hochladen | Wegkapelle HERIS-ID: 51406 Objekt-ID: 57049                                                             | gegenüber Polzergasse 10 Standort KG: Waltendorf                                                                                                  | Die kleine rechteckige Wegkapelle mit Dreieckgiebel wurde in der 1. Hälfte des 19. Jahrhunderts erbaut. Im Inneren hängt ein spätbarockes Kruzifix aus der 2. Hälfte des 18. Jahrhunderts. | BDA-Hist.: Q38045101 Status: § 2a Stand der BDA-Liste: 2025-06-30 Name: Wegkapelle GstNr.: .1113 |
| ja    | Datei hochladen | Ehem. Bezirksamt Waltendorf HERIS-ID: 107244 Objekt-ID: 124543seit 2013                                 | Schulgasse 22 Standort KG: Waltendorf | Das Gebäude besteht aus zwei giebelständigen Bauteilen, die durch einen eingeschoßigen Trakt miteinander verbunden sind. Im Süden ist eine Holzveranda angebaut, durch die auch ein Eingang führt. | BDA-Hist.: Q37809653 Status: Bescheid Stand der BDA-Liste: 2025-06-30 Name: Ehem. Bezirksamt Waltendorf GstNr.: .47 |
| ja    | Datei hochladen | Froschkönigbrunnen HERIS-ID: 107252 Objekt-ID: 124555                                                   | bei Waltendorfer Hauptstraße 17 Standort KG: Waltendorf                                                                                           | Der Brunnen, der eine Szene aus dem Märchen „Der Froschkönig“ zeigt, wurde anlässlich eines Wasserleitungsbaus 1935 von Eduard Kubovsky geschaffen. | BDA-Hist.: Q15720952 Status: § 2a Stand der BDA-Liste: 2025-06-30 Name: Froschkönigbrunnen GstNr.: 24/4 Froschkönigbrunnen, Graz |
| ja    | Datei hochladen | Bachmann-Kolonie, Gruppe von 23 Reihen- und Mietwohnhäusern HERIS-ID: 107158 Objekt-ID: 124439seit 2017 | Wegenergasse 1–11 (ungerade Nrn.), 2–14 (gerade Nrn.), 18–22 (gerade Nrn.), Sonnenstraße 2–12 (gerade Nrn.), Ehlergasse 3 Standort KG: Waltendorf | Die gartenstadtartige Siedlung wurde in zwei Teilen von Adolf von Inffeld 1910/11 und Josef Gartlgruber 1912/13 gebaut. Sie ist in den Formen der Heimatschutzarchitektur gehalten, weist allerdings auch secessionistische Dekorelemente auf. | BDA-Hist.: Q37809552 Status: Bescheid Stand der BDA-Liste: 2025-06-30 Name: Bachmann-Kolonie, Gruppe von 23 Reihen- und Mietwohnhäusern GstNr.: .267, .268, .269, .270, .271, .272, .274, .277, .261, .260, .259, .258, .275, .251, .273, .252, .253, .254, .255, 109/20, .257, .276, .71/3 Bachmann-Kolonie, Graz |